# Grands moulins de Pantin
 (mars 2014).
Si vous disposez d'ouvrages ou d'articles de référence ou si vous connaissez des sites web de qualité traitant du thème abordé ici, merci de compléter l'article en donnant les références utiles à sa vérifiabilité et en les liant à la section « Notes et références ».

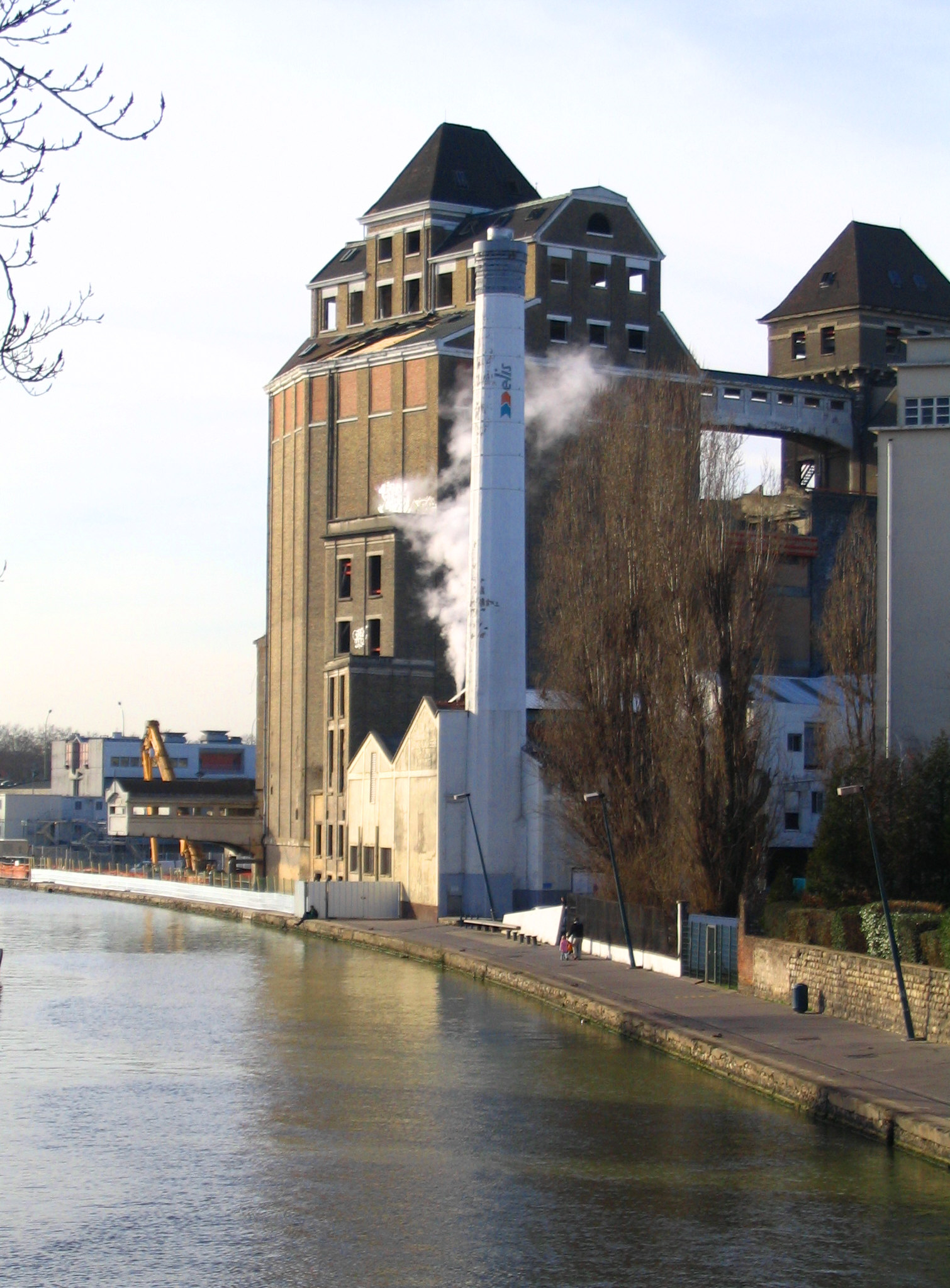
Grands Moulins de Pantin, Seine Saint-Denis.

Les grands moulins de Pantin sont une minoterie industrielle créée à Pantin en 1884, le long du Canal de l'Ourcq et des voies ferrées de l'Est, par la Société des moulins Abel Leblanc, sur le site de moulins préexistants.
Après leur abandon comme minoterie, ils sont réhabilités pour y réaliser un ensemble immobilier de bureaux conçu par le cabinet d'architectes Reichen et Robert sous la direction de Jean-François Authier pour BNP Paribas Securities Services.

## Historique

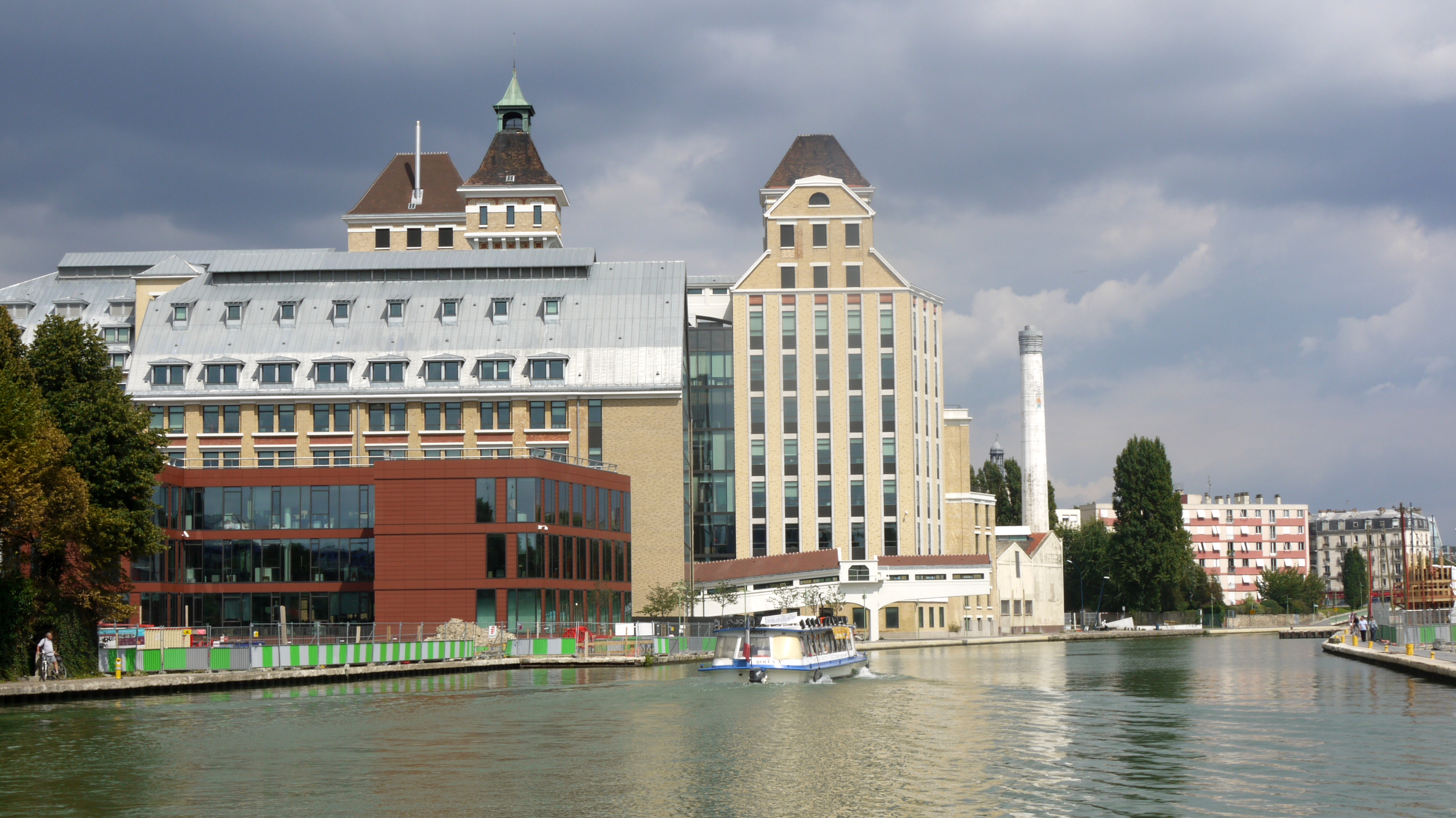
Les travaux en cours d'achèvement en août 2010.

Les grands moulins font partie, avec ceux de Corbeil et ceux de Paris dans le 13e arrondissement, des grandes infrastructures du XIXe siècle destinées à alimenter la capitale en farine à partir des plaines de la Brie et de la Beauce.
Le moulin, situé à proximité immédiate de Paris, entre le canal de l'Ourcq et les voies du chemin de fer de l'est, est un haut bâtiment de huit étages comprenant 24 meules. Il faisait face, lors de sa construction, aux Moulins de Piètremont, alors situés de l'autre côté du canal. En 1915, cette minoterie traite 600 quintaux de céréales par jour et est, par son importance, le 7e moulin alimentant Paris.
Le 15 septembre 1918, durant la Première Guerre mondiale, une bombe explose dans le canal de l'Ourcq en face des Grands Moulins de Pantin, ce bombardement est effectué par des avions allemands.
Le moulin est reconstruit en 1923 pour la Société des Grands Moulins de Paris créée par le fils du fondateur, par l'architecte Eugène Haug (collaborateur de Paul Friesé), avec une structure de béton dans laquelle s'intègre un remplissage en briques. Deux importants silos, l'un de 100 000 quintaux, l'autre de 70 000 (porté en 1934 à 130 000 quintaux), sont également construits par Eugène Haug et Ed. Zublin. La chaufferie de 1926 a une chaudière de type Babcock et Wilcox.
Après les dégâts de la guerre et notamment l'incendie du 19 août 1944, Le moulin, les silos et la chaufferie sont restaurés en 1945 par l'architecte Jean Bailly, qui créera de nouveaux bâtiments (la semoulerie en 1952, les ateliers et garages). En 1994, le site est repris par le céréalier Soufflet, conjointement avec les Grands moulins de Corbeil.
En juin 2001, le groupe Soufflet, propriétaire des Grands Moulins de Pantin ferme la meunerie ; le bâtiment est racheté par Meunier Immobilier, filiale du groupe BNP Paribas qui décide sa transformation en bureaux.

## La restructuration
Après l'arrêt de la production en 2003, sur demande du maire de l'époque Bertrand Kern, son propriétaire organise un concours d'architecte duquel en ressort le cabinet d'architectes Reichen et Robert sous la direction de Jean-François Authier pour envisager sa réhabilitation en un ensemble tertiaire de 50 000 m2 de bureaux (dont 22 000 provenant de la réhabilitation des bâtiments anciens conservés), pour un investissement de 160 millions d’euros, qui doit respecter l'architecture initiale .
Certains critiquent les choix architecturaux de Reichen et Robert, mais les travaux sont néanmoins réalisés. Les trois tours et les grandes toitures sont conservées. La chaufferie est transformée en cafétéria. Le silo donnant sur le canal est conservé et la structure du Moulin en béton et briquettes est percée de fenêtres. Les briques des constructions sont mises en valeur.
Ces locaux sont destinés à l'entreprise BNP-Paribas Securities Services, qui en prend possession fin 2009.
Deux principes sont appliqués :

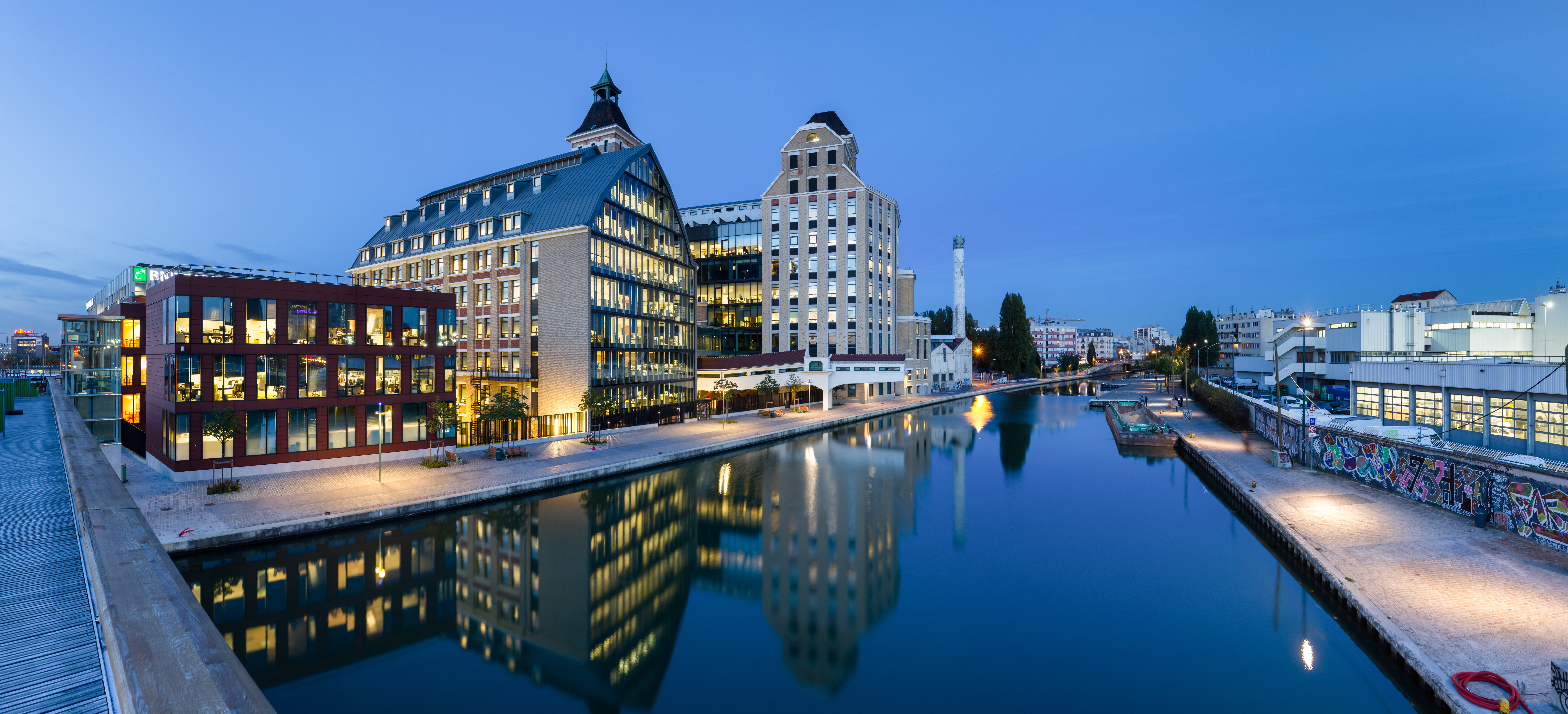
Les grands moulins de Pantin, siège de BNP Paribas Securities Services vu depuis le pont du canal de l'Ourcq, en 2012.

- la construction de bâtiments neufs dans une logique de mise en valeur du « grand moulin », qui contenait le magasin à farine, les silos et l’ancienne chaufferie et du « petit moulin » qui abritait le fonctionnement de la meunerie.
- la stratification qui détermine une logique de composition suivant les hauteurs des bâtiments et l’importance de leur perception dans le paysage.

Les moulins, épurés, gardent leur haute silhouette. Les trois tours et les grandes toitures à pans brisés sont conservées. La chaufferie en briques réfractaires est transformée en cafétéria et l’ancienne salle des machines est visible au milieu de l’édifice percé de verre. Deux silos sont démolis, le troisième qui donne sur le canal est réhabilité. La très haute structure de béton recouverte de briquettes rouges est percée de fenêtres. La semoulerie des années 1950 démolie, est remplacée par un bâtiment simple de trois étages. La brique est le matériau caractéristique de l’ensemble. Elle est mise en valeur dans les bâtiments conservés et les bâtiments contemporains.
Le projet reçoit la pyramide d'argent Île-de-France, catégorie immobilier d'entreprise, récompense décernée par la fédération des promoteurs-constructeurs d'Île-de-France.
En 2010, le site reçoit l'installation lumineuse permanente "Les Moulins de Lumière" de l'artiste Éric Michel.

## Transport
Le site est desservi par la station Ella Fitzgerald du tramway T3b et par la Gare de Pantin du RER E.

## Notes

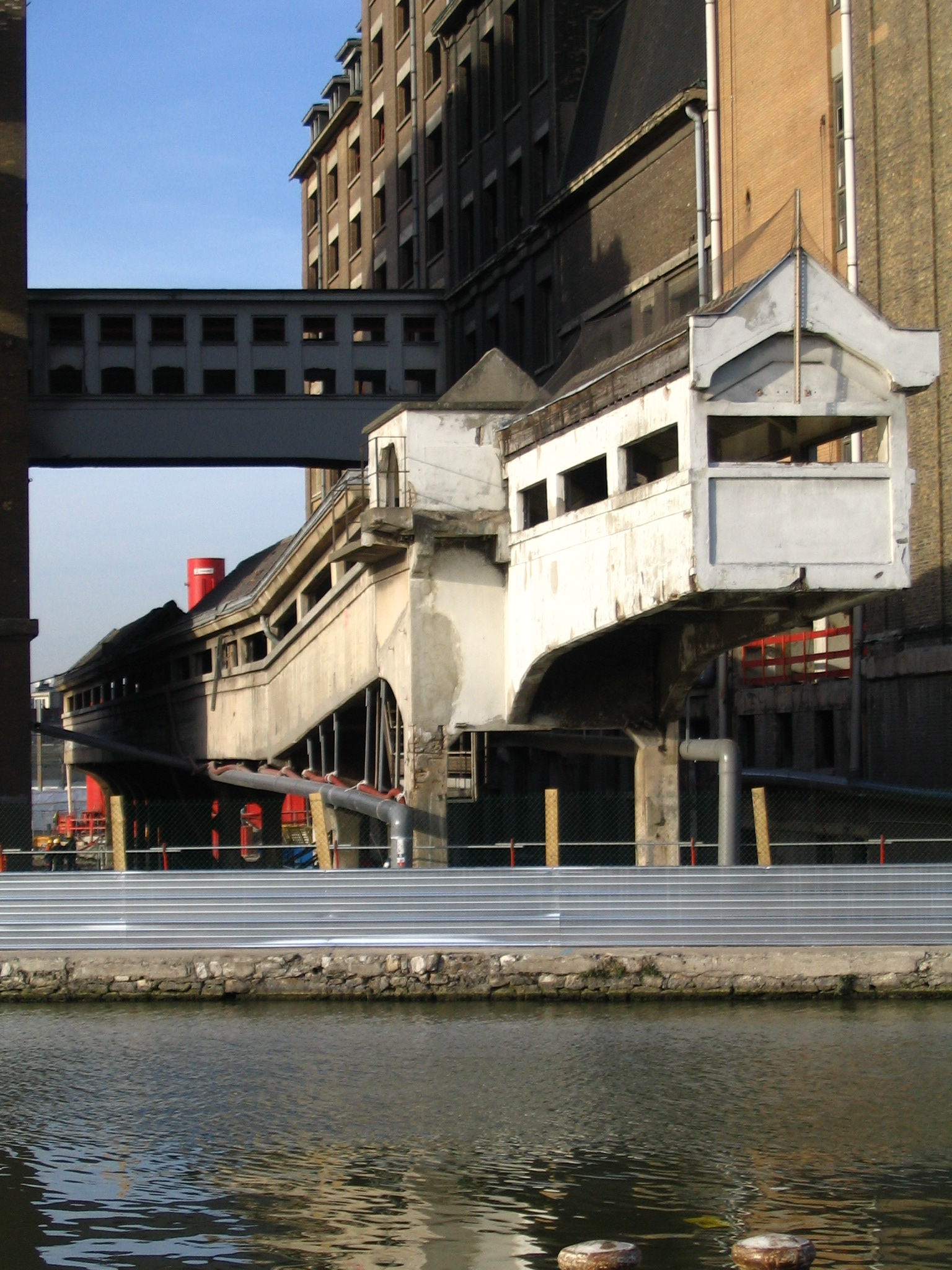
Galerie du transbordeur vue du canal.
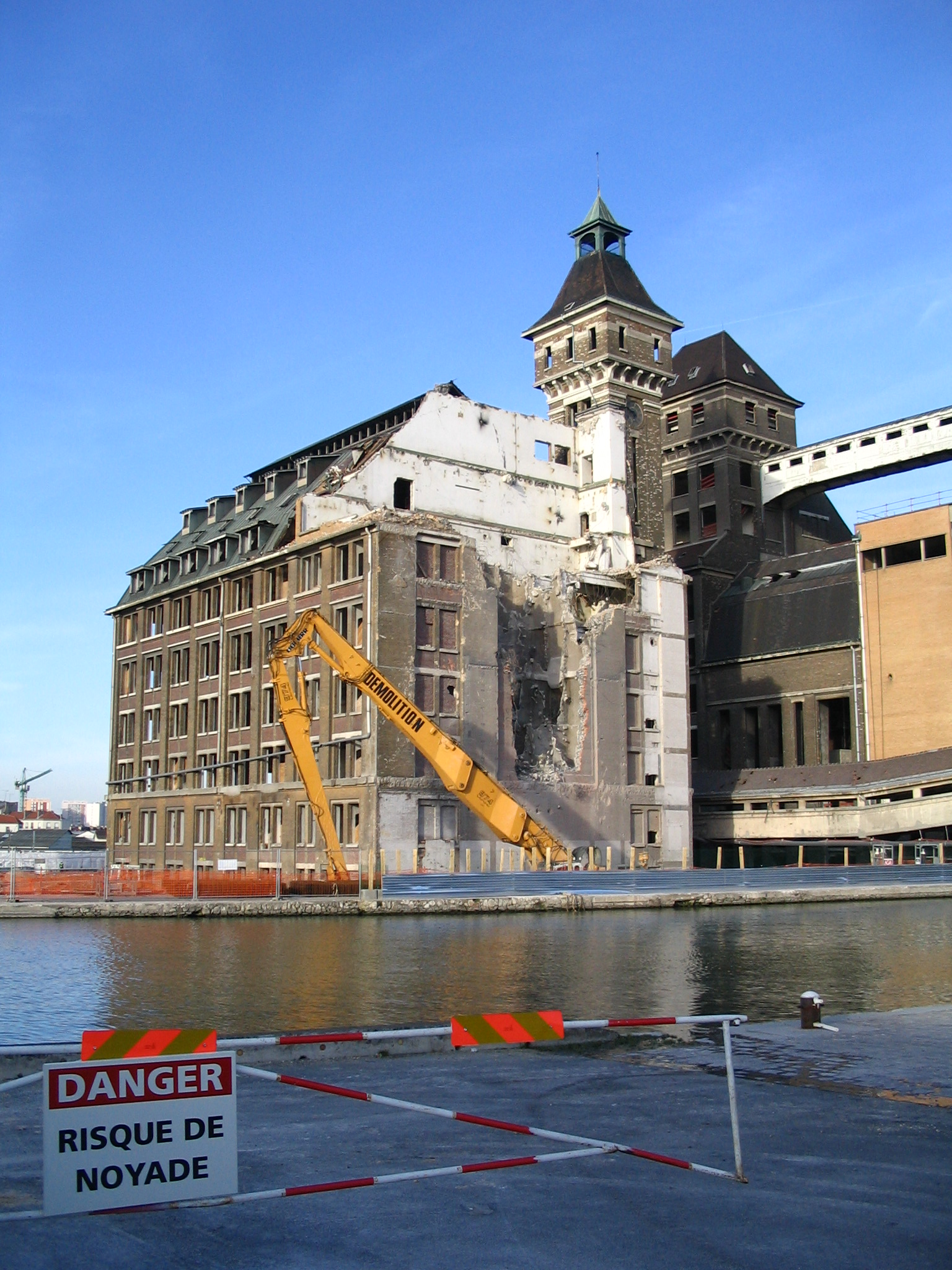
Vue du chantier.
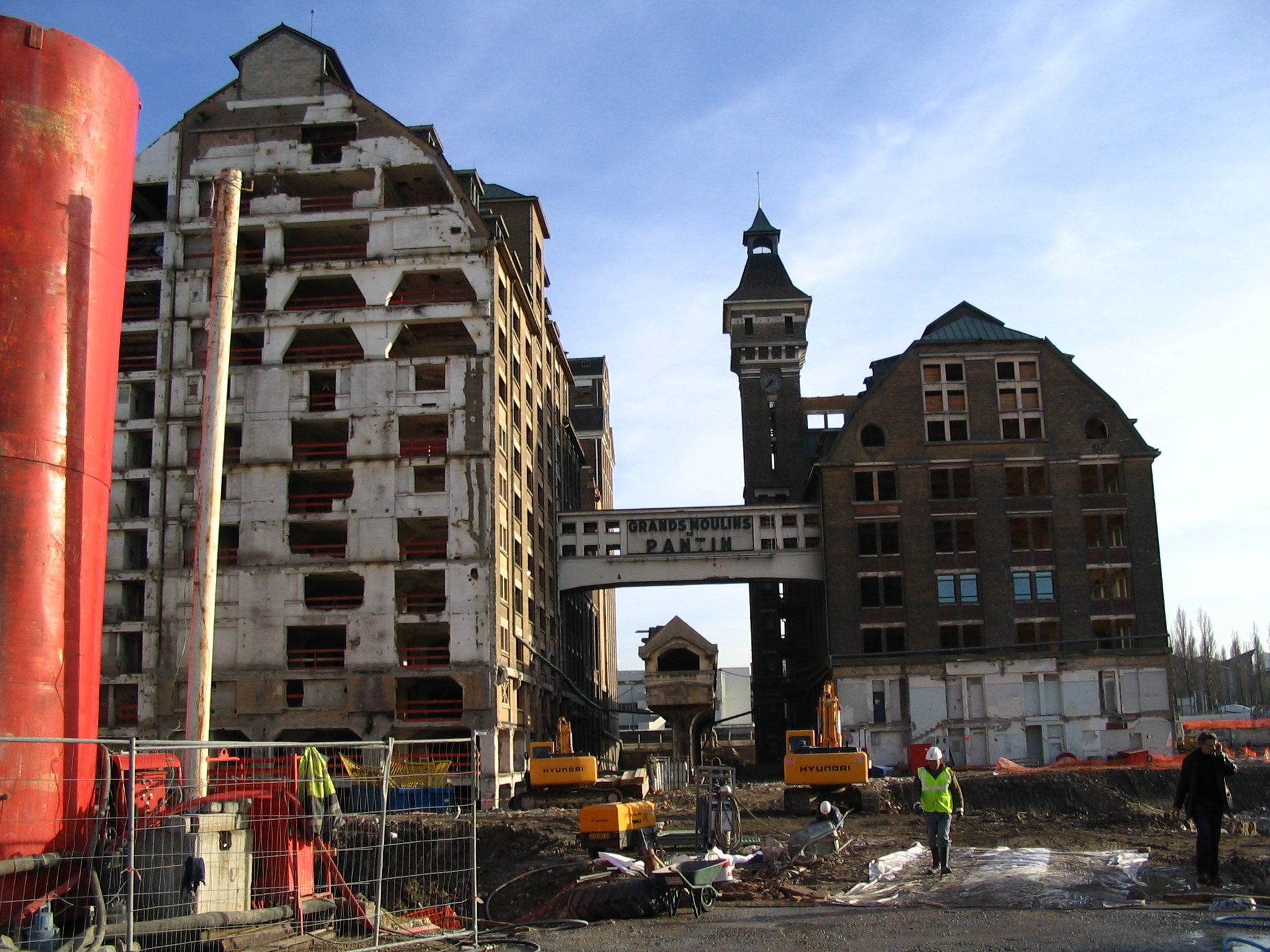
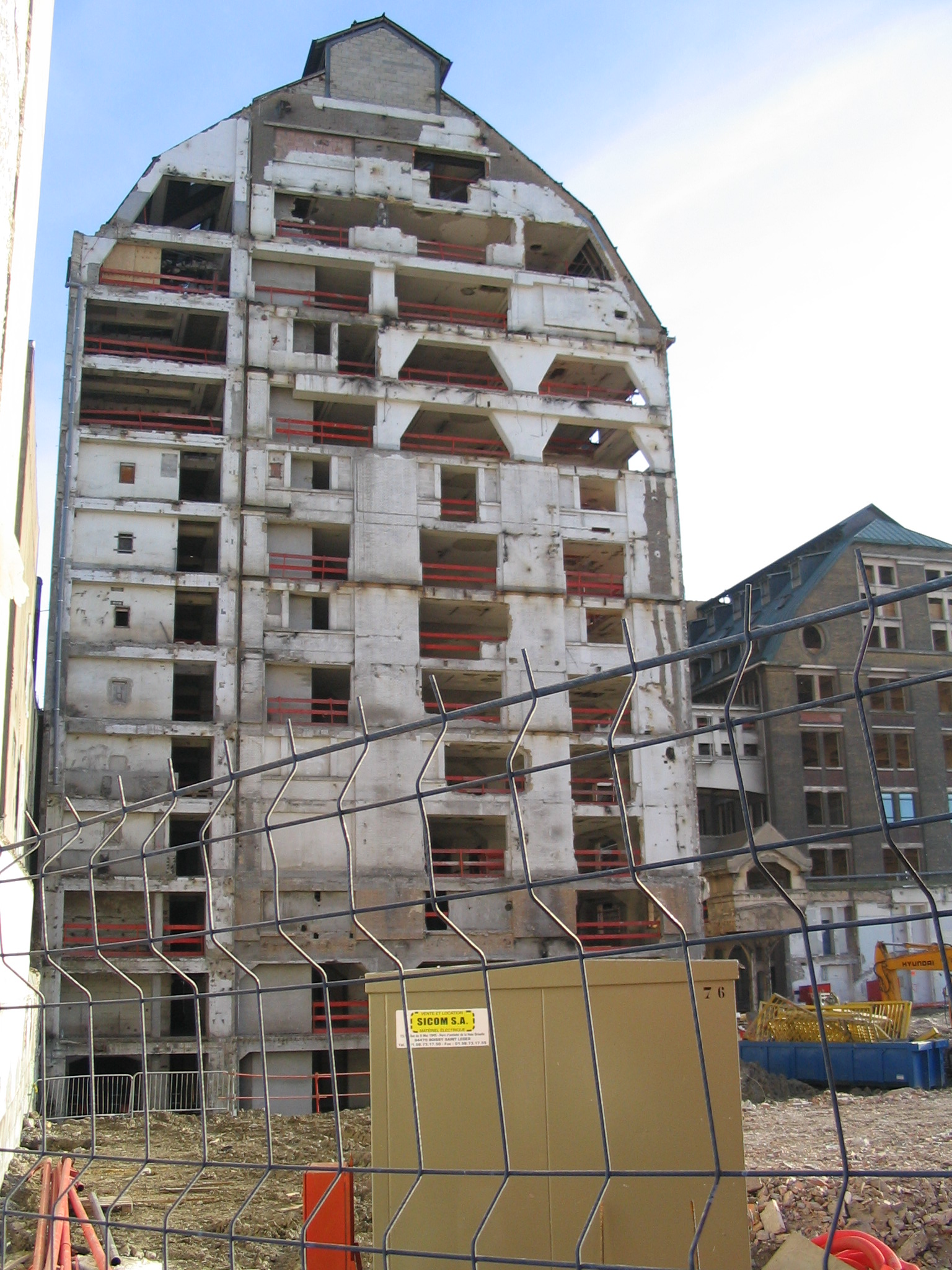
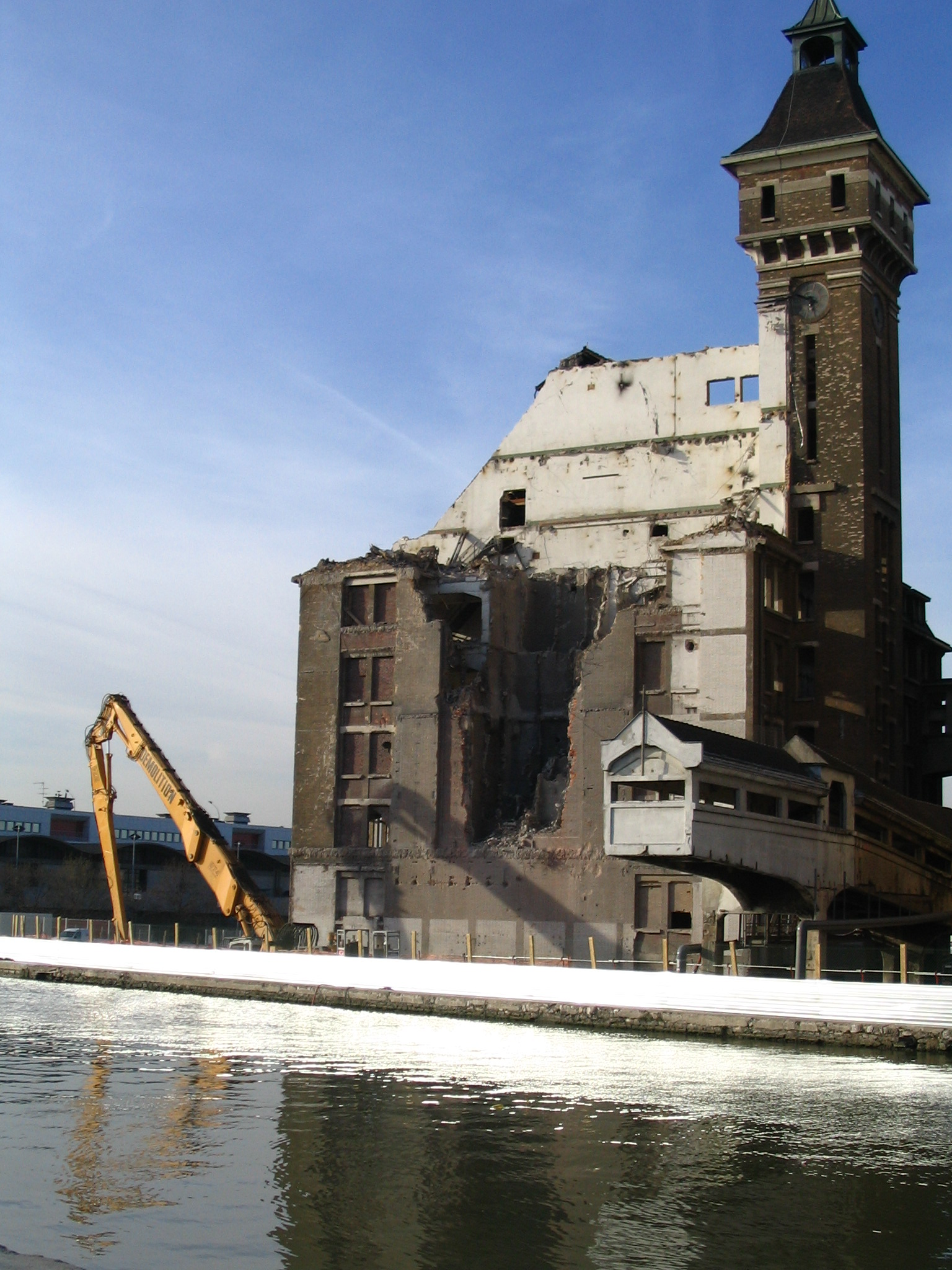
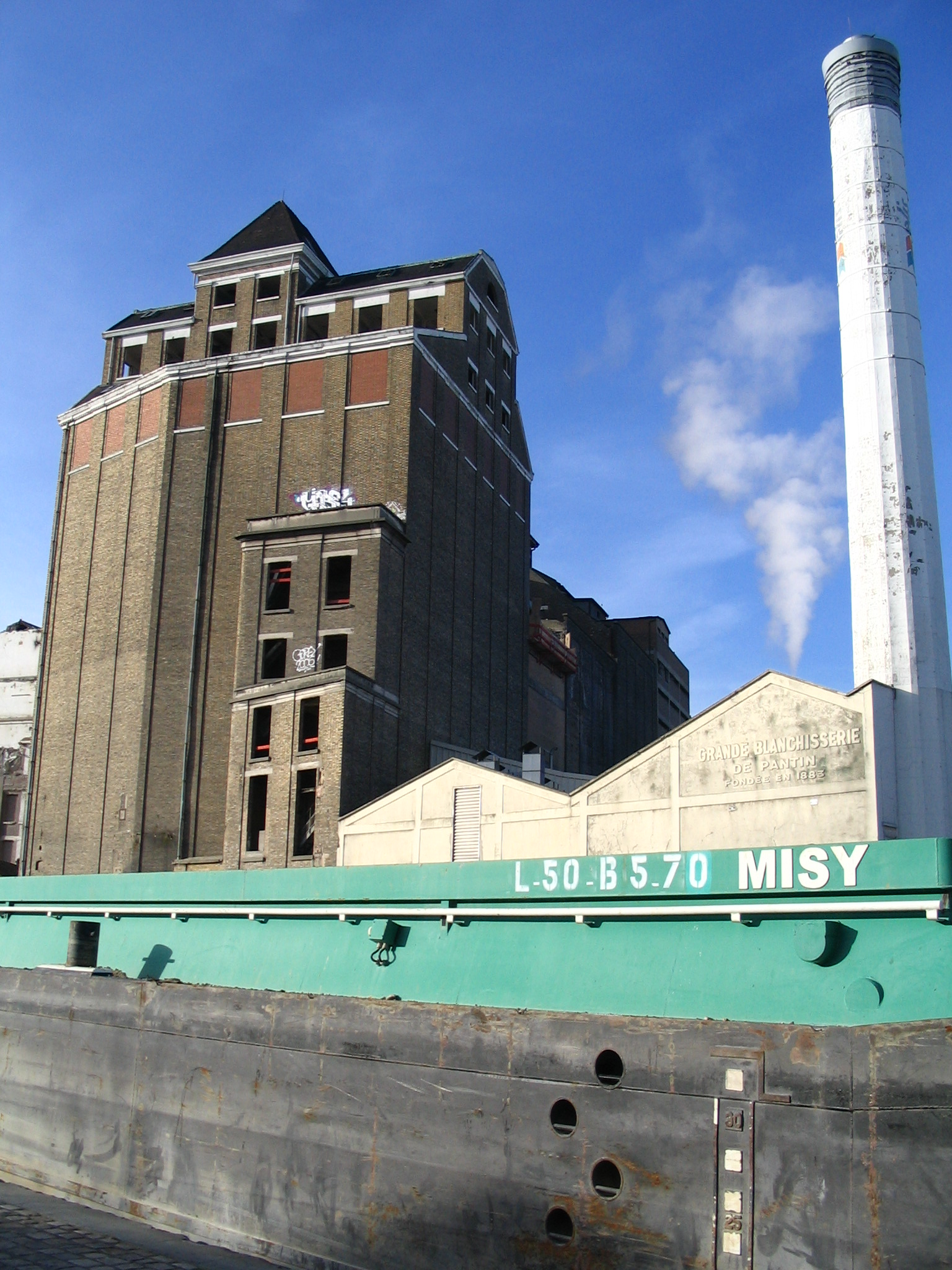
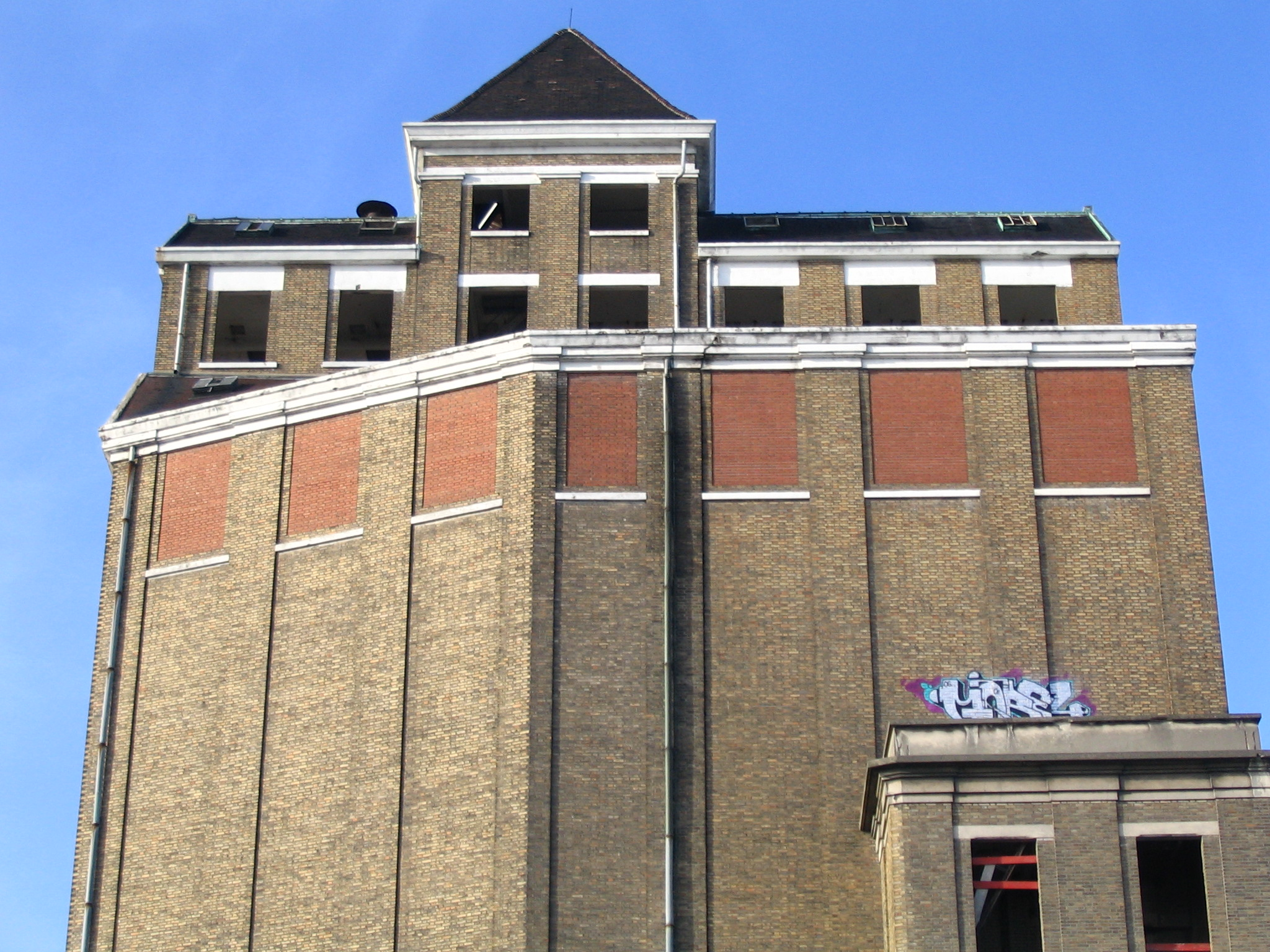
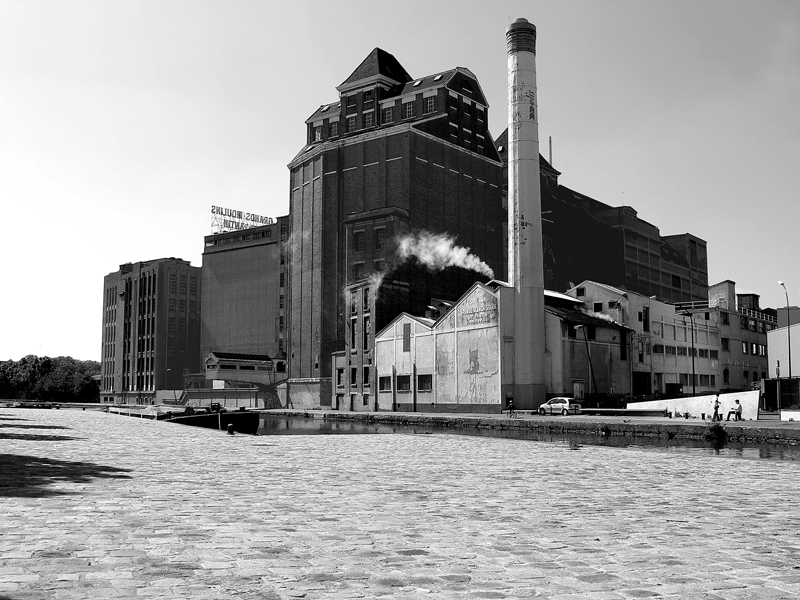
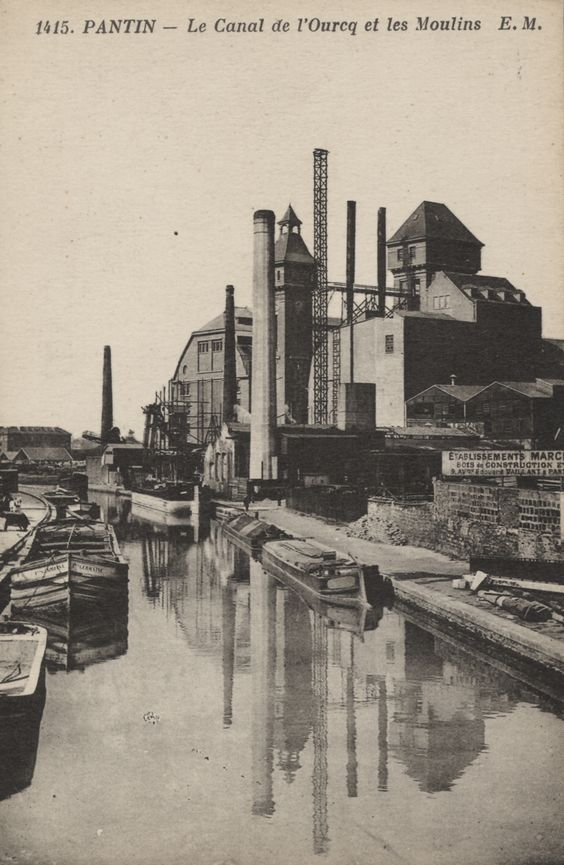